# Койвусало, Тимо
Тимо Йоханнес Койвусало (фин. Timo Johannes Koivusalo, род. 31 октября 1963, Пори, Финляндия) — финский кинорежиссёр, продюсер, сценарист, актёр, певец, колумнист, телеведущий, юморист и писатель.

## Биография
Родился 31 октября 1963 года в г. Пори.
Тимо Койвусало стал известен в 1990-е годы благодаря созданному и исполняемому им комическому образу «Холостяк Пекко» (фин. Pekko Aikamiespoika). Образ впервые появился в ТВ-шоу «Народное веселье» (фин. Kansanhuvit) на канале YLE TV2. С 1993 года Койвусало стал также вести одноимённую телепрограмму на этом же канале (режиссёром программы был Виса Мякинен).
В 1991 году Тимо дебютировал в фильме Мякинена «Pirtua, pirtua». После этого он создал шесть комедийных фильмов, центральной фигурой которых был Холостяк Пекко, выступив одновременно в качестве сценариста, режиссёра, исполнителя главной роли, а также продюсера (за исключением первого фильма, «Холостяцкий период Холостяка Пекко», спродюсированного Й. К. Лехтоненом, и второго, «Пекко и мальчик», спродюсированного Спеде Пасаненом). Последняя картина цикла, «Пекко и гуляющий во сне», была снята в 1997 году. После этого Койвусало решил порвать с образом Пекко и приступить к созданию серьёзных кинолент.
Уже через два года на экраны вышел художественный фильм «Лебедь и странник» о жизни Тапио Раутаваара и Рейно Хелисмаа, названный по песне «Kulkuri ja joutsen» из репертуара Раутаваара. В 2001 году вышел фильм «Роза мошенника» о певце и авторе песен Ирвине Гудмене, получивший название по песне Гудмена «Rentun ruusu». Оба фильма стали лауреатами премии «Юсси».
В 2003 году был снят фильм «Сибелиус», рассказывающий о жизни великого финского композитора. Действие следующего фильма Койвусало, «В тени двуглавого орла» (2005) происходит во время гонений начала XX века, когда Финляндия входила в состав Российской империи, а генерал-губернатором был Николай Бобриков. Музыку к фильму написал сам режиссёр совместно со своей гражданской женой Сусанной Палин. Главным героем фильма «Падающая башня» (2006) стал добросердечный человек, страдающий раздвоением личности. В 2007 году этот фильм также получил премию «Юсси».
В 2009—2010 годах Койвусало снимает двухчастный фильм «Здесь, под северной звездою…» по одноимённому роману Вяйнё Линна (ранее, в 1968 году, роман уже был экранизирован Эдвином Лайне).
Хотя фильмы Койвусало не встречают единодушного одобрения среди кинокритиков, среди зрителей они пользуются довольно большой популярностью. Среди актёров, наиболее часто снимавшихся в его фильмах — Мартти Суосало и умерший в 2006 году Эско Никкари.
Помимо прочего, Тимо Койвусало ведёт собственную колонку в газете «Helsingin Sanomat».

## Семья
Койвусало был женат один раз, однако брак завершился разводом. В браке у него родилось трое детей: сыновья Севери (р. 31 октября 1990, в тот же день, что и отец) и Самули (р. 7 августа 1997), и дочь Мерика (р. 24 ноября 1992). Каждый из детей сыграл малые роли в нескольких фильмах отца. В настоящее время режиссёр помолвлен с Сусанной Палин.

## Фильмография

### Фильмы
- «Pirtua, pirtua» (1992) (актёр)
- «Холостяцкий период Холостяка Пекко» / Pekko Aikamiespojan poikamiesaika (1993) (актёр, режиссёр, сценарист, композитор)
- «Пекко и мальчик» / Pekko ja poika (1994) (актёр, режиссёр, сценарист, композитор)
- «Пекко и массовый заклинатель» / Pekko ja massahurmaaja (1995) (актёр, режиссёр, сценарист, композитор, продюсер)
- «Пекко и незнакомец» / Pekko ja muukalainen (1996) (актёр, режиссёр, сценарист, композитор, продюсер)
- «Пекко и гулящий во сне» / Pekko ja unissakävelijä (1997) (актёр, режиссёр, сценарист, композитор)
- «Лебедь и странник» / Kulkuri ja Joutsen (1999) (режиссёр, сценарист, композитор)
- «Роза мошенника» / Rentun ruusu (2001) (режиссёр, сценарист, композитор, продюсер)
- «Сибелиус» / Sibelius (2003) (режиссёр, сценарист, продюсер)
- «В тени двуглавого орла» / Kaksipäisen kotkan varjossa (2005) (режиссёр, сценарист, композитор, продюсер)
- «Наклонная башня» / Kalteva torni (2006) (режиссёр, сценарист, композитор, продюсер)
- «Здесь, под северной звездою…» / Täällä Pohjantähden alla (2009) (режиссёр, сценарист, продюсер)
- «Здесь, под северной звездою…, часть 2» / Täällä Pohjantähden alla II (24.9.2010) (режиссёр, сценарист, продюсер)

### Телепрограммы и шоу
- «Холостяк Пекко» / Pekko Aikamiespoika (1992)
- «Тутту-Ютту-Шоу» / Tuttu Juttu Show (1992—2002)
- «В тени игры» / Leikin varjolla (2002—2006)
- «Талант» / Talent (2007)
- «Лучший Хор Финляндии» / Suomen Paras Kuoro (2009)[5]

## Дискография
- Aina on notkosta noustu (1995)
- Йоэл Халликайнен и Тимо Койвусало: 20 suosikkia — Koomikon kyyneleet (1998)
- Йоэл Халликайнен и Тимо Койвусало: Kimpassa (1998)

## Книги
- Роман «Пекко и сказочная птица» (фин. Pekko ja outolintu) — WSOY, 1997
- Автобиография «Слёзы комика» (фин. Koomikon kyyneleet) — WSOY, 1997
- Кулинарная книга «Rysän päältä — siikahyvä ruokakirja» (совместно с Я. Лехтиненом и М. Пелтола) — 2005

## Разное
Тимо Койвусало не имеет ни актёрского, ни режиссёрского образования. По образованию он — повар и медбрат психиатрической больницы. По-видимому, опыт общения с пациентами психиатрических клиник пригодился ему при съёмках фильма «Наклонная башня». Поварской профессии также нашлось применение, поскольку Койвусало владеет рестораном в Пори на паях с Яни Лехтиненом. Режиссёр имеет также собственный ресторан в городе Раума, однако он не работает круглый год, а лишь периодически открывается на некоторое время.